# Миен (озеро)
Миен — озеро в ударном кратере на юге Швеции, в лене Крунуберг.
Озеро возникло в результате удара метеорита, который произошёл около 121 млн лет назад (нижний мел). Диаметр озера составляет около 4 км. Имеются выходы риолитовой породы.